# 洪致中
洪致中（ホン チジュン、康熙6年（1667年） - 雍正10年6月23日（1732年8月13日））は李氏朝鮮の文官。号は北谷。本貫は南陽洪氏。1719年の第9回朝鮮通信使一行の正使をつとめた。

## 人物
北評事という役職、位階で言えば正六品だった時期に清朝との国境問題の対応にあたって、清朝の主張の誤りを指摘した。この国境問題とは、現在でいう中朝の国境にあたる白頭山のどの辺りを境界線とするかについて、1712年に清朝の穆克登が一方的に碑をたて、朝鮮がいったんそれに従ったことにはじまる。ところが境界上に柵を建設する作業にあたった洪致中が作業中にこの碑の誤りを証明・指摘したものであり、この件は『燕行録』として記録されている。以降現代に至るまで中朝の国境に関する交渉において典拠として引用される資料となっている。この一件で洪致中は外交手腕を認められ、承旨（正三品）、全羅道観察使（従二品）、礼曹判書（正二品）と出世を重ねた。そして最終的に官職としてはトップといえる領議政（正一品）へ登った。朝鮮燕行使、朝鮮通信使正使もつとめた。
朝鮮通信使に正使として日本へ渡った際の記録として著した『海槎日録』は、それ以前につちかった異国・清国との対応の経験からか、異文化たる日本文化への拒否反応は他のメンバーの著作に見られるそれと比べて少ないと評される。記載内容は日々の天候から日本の風俗や固有の物品までと幅広い。雨森芳洲など日本側の人物への対応スタンスとしては、製述官の申維翰が喧嘩も厭わない武闘派だったのに対して、洪致中は穏健な対応をする人物だったという評価がなされている。